# Things Fall Apart
Things Fall Apart es el decimotercer episodio de la primera temporada de la serie estadounidense de drama y ciencia ficción, The Tomorrow People. El episodio fue escrito por Alex Katsnelson y Leigh Dana Jackson y dirigido por Michael Shultz. Fue estrenado el 5 de febrero de 2014 en Estados Unidos por la cadena The CW.
Stephen enfrenta a Jedikiah por poner a Astrid en la mira de Ultra. El Fundador acude a Stephen con la promesa de poner a salvo a Astrid a cambio de que el chico capture a una poderosa iniciada con la que comparte una extraña conexión. Mientras Cara y John ayudan a Stephen en la tarea de atrapar a Cassie, Marla acude a Jedikiah y amenaza con exponer a Ultra frente al mundo. Cuando El Fundador cree que Stephen lo traicionó, John toma una decisión arriesgada que lo lleva a enfrentarse con Cara. Finalmente, Stephen descubre un sorprendente secreto sobre su madre.

## Elenco
- Robbie Amell como Stephen Jameson.
- Peyton List como Cara Coburn.
- Luke Mitchell como John Young.
- Aaron Yoo como Russell Kwon.
- Madeleine Mantock como Astrid Finch.
- Mark Pellegrino como el Dr. Jedikiah Price.

## Continuidad
- El episodio marca la primera aparición de Cassandra Smythe.
- El Fundador fue visto anteriormente en Death's Door.
- Stephen descubre que comparte una extraña conexión con Cassandra.
- El Fundador revela que Cassandra es su hija.
- Cara descubre que El Fundador ha estado experimentando con su propia hija y le ha implantado recuerdos falsos.
- Luca le revela a Stephen que ha estado drogándose.
- Stephen descubre que Marla también es una homo superior.

## Banda sonora[3]
| N.º | Intérprete          | Título                 | Álbum         |
| --- | ------------------- | ---------------------- | ------------- |
| 1   | Halo Stereo         | «In A Stranger's Arms» | Siren Songs   |
| 2   | Shlohmo             | «Without»              | Laid Out - EP |
| 3   | Beat Ventriloquists | «Little House»         |               |

## Casting
El 17 de diciembre de 2013, se dio a conocer que Serinda Swan fue contratada para interpretar a Cassandra "Cassie" Smythe, una poderosa iniciada que está ligada al Fundador y comparte una extraña conexión con Stephen, como él lo hace con Cara.